# Államok vezetőinek listája 479-ben
Ezen az oldalon az i. sz. 479-ban fennálló államok vezetőinek névsora olvasható földrészek, majd országok szerinti bontásban.

## Európa
- Bizánci Birodalom
  - Császár: Zénón (474–491)
  - Consul: Zénón császár

- Itália
  - Király: Odoacer (476–493)

- Vizigótok
  - Király: Eurich (466–484)

- Osztrogótok
  - Király: Theodoric (474–526)

- Burgundok
  - Király: I. Chilperich (470–480)

- Száli frankok
  - Király: I. Childerich (458–481/482)

- Soissons-i Királyság
  - Kormányzó: Syagrius (464–486/487)

### Britannia
- Kenti Királyság
  - Király: Hengist (455–488)

- Sussexi Királyság
  - Király: Ælle (477–kb 500)

## Ázsia
- Ibériai Királyság
  - Király: I. Vahtang (447–502)

- India
  - Anuradhapura
    - Király: I. Kásjapa (473–495)

  - Gupta Birodalom
    - Király: Budhagupta (476–495)

  - Kadamba
    - Király: Mrigeszavarman (475–488)

  - Pallava
    - Király: IV. Szkandavarman (460–480)

  - Vákátaka
    - Király: II. Prithviszéna (460–480)

- Japán
  - Császár: Júrjaku (456–479)

- Kína (Északi és déli dinasztiák kora)
  - Liu Szung-dinasztia
    - Császár: Szung Sun-ti (477–479)

  - Déli Csi-dinasztia
    - Császár: Csi Kao-ti (479–482)

  - Északi Vej dinasztia
    - Császár: Vej Hsziaoven-ti (471–499)

- Korea
  - Pekcse
    - Király: Szamgun (477–479)
    - Király: Tongszong (479–501)

  - Kogurjo
    - Király: Csangszu (413–490)

  - Silla
    - Király: Csabi (458–479)
    - Király: Szodzsi (479–500)

  - Kumgvan Kaja
    - Király: Csildzsi (451–492)

- Szászánida Birodalom
  - Nagykirály: I. Péroz (459–484)

## Afrika
- Vandálok
  - Király: Huneric (477–484)

- Akszúmi Királyság
  - Akszúmi uralkodók listája

## Amerika
- Palenque
  - Király: Casper (11 Nyúl) (435–487)

- Tikal
  - Király: K'an-Ak (458–486)

## Egyházfő
- Pápa: Simplicius (468–483)
- Konstantinápolyi pátriárka: Akakiosz (471–489)

## Fordítás
- Ez a szócikk részben vagy egészben  a   Liste der Staatsoberhäupter 479 című német Wikipédia-szócikk ezen változatának fordításán alapul.  Az eredeti cikk szerkesztőit annak laptörténete sorolja fel. Ez a jelzés csupán a megfogalmazás eredetét és a szerzői jogokat jelzi, nem szolgál a cikkben szereplő információk forrásmegjelöléseként.